# Merida (Leyte)
Merida is een gemeente in de Filipijnse provincie Leyte op het eiland Leyte. Bij de laatste census in 2007 had de gemeente ruim 26 duizend inwoners.

## Geografie

### Bestuurlijke indeling
Merida is onderverdeeld in de volgende 22 barangays:
| - Binabaye - Cabaliwan - Calunangan - Calunasan - Cambalong - Can-unzo - Canbantug - Casilda - Lamanoc - Libas - Libjo | - Lundag - Macario - Mahalit - Mahayag - Masumbang - Mat-e - Poblacion - Puerto Bello - San Isidro - San Jose - Tubod |

## Demografie
Merida had bij de census van 2007 een inwoneraantal van 26.285 mensen. Dit zijn 959 mensen (3,8%) meer dan bij de vorige census van 2000. De gemiddelde jaarlijkse groei komt daarmee uit op 0,51%, hetgeen lager is dan het landelijk jaarlijks gemiddelde over deze periode (2,04%). Vergeleken met de census van 1995 is het aantal mensen met 2.463 (10,3%) toegenomen.

De bevolkingsdichtheid van Merida was ten tijde van de laatste census, met 26.285 inwoners op 95,21 km², 276,1 mensen per km².